# 事件記者冴子の殺人スクープ
『事件記者冴子の殺人スクープ』（じけんきしゃさえこのさつじんスクープ）は、1999年から2003年までテレビ朝日系「土曜ワイド劇場」で放送されたテレビドラマシリーズ。全4回。主演は水野真紀。

## 概要
1999年にスタート。
「週刊トピックス」編集部の記者・川村冴子（水野真紀）が、ライバル誌「週刊エピソード」の記者でフリーライターの緒方浩平（船越英一郎）と共に事件を解決してゆく。
劇中での冴子と緒方の掛け合いも特徴。
第3作のサブタイトルより、冴子と緒方は恋人という設定になっているが、ドラマ中では恋人として振る舞う描写はない。
特別企画として小林桂樹演じる牟田一郎刑事官（『牟田刑事官事件ファイル』）、片岡鶴太郎演じる牛尾正直刑事（『終着駅シリーズ』）と『牟田刑事官VS終着駅の牛尾刑事そして事件記者冴子』で共演している。

## キャスト

### 主要人物
川村冴子
演 - 水野真紀（幼少期：松本梨菜〈第4作〉）
双葉出版社の週刊トピックス編集部に務める記者。優秀な記者であった父の遺志を受け継ぎ、記者となった。
緒方浩平
演 - 船越英一郎
フリールポライター。主に「週刊エピソード」に寄稿しており、冴子とはライバルでもある。第4作で週刊エピソードの契約記者になる。

### 週刊トピックス編集部
佐々木正
演 - 角野卓造（第1作 - 第3作）
編集長。
今野正義
演 - 大杉漣（第4作）
編集長。佐々木の後任。冴子の父とは面識があり、冴子の幼少期に川村親子と一緒に写真を撮っている。

### ゲスト
第1作「沖縄珊瑚礁の海 見知らぬ男の死体に抱きつかれて…」（1999年）
- 安仁屋加奈子（沖縄料理店の元従業員） - 藤谷美紀
- 栗林孝幸（建築家・薫の夫・婿養子） - 志村東吾
- 野田君恵（川村冴子の先輩） - 重田千穂子
- 比嘉（刑事） - 丸岡奨詞
- 仲川昇（フリーター・加奈子の高校の同級生） - 佐藤秀樹
- 曽根和男（加奈子の高校の同級生） - 関貴昭
- 栗林薫（健介の娘） - カンナ
- 戸田成美（健介の秘書） - あらいすみれ
- 矢野信彦（緒方浩平の亡妹の夫） - 鼓太郎
- 金城（刑事） - 南雲勝
- 支配人 - 比嘉啓
- 建築現場作業員 - 石山博士
- レポーター - 秋庭ゆうき
- 栗林健介（建築設計家） - 清水章吾
- 玉城源治（沖縄料理店店主） - 桂小金治

第2作「殺される！留守電に親友の死のさけび！お遍路さん四国八十八ヶ所巡礼の旅に謎が…」（2001年）
- 相沢杏子（東都スポーツクラブのチーフマネージャー） - 黒田福美
- 飯室由香（東都スポーツクラブのインストラクター・川村冴子の親友） - 若林しほ
- 松本昭夫（東都スポーツクラブ 専務・利江の息子） - 長岡尚彦
- 松本利江（東都スポーツクラブ 社長） - 新橋耐子
- 山田（高松北警察署 捜査主任） - 山形恵介
- 工藤正人（ライター） - 片岡弘貴
- 島崎治（東都スポーツクラブのインストラクター・由香の元恋人） - 渡祐志
- 田端雅美（信用金庫職員） - 平山さとみ
- 江本（高松北警察署 刑事） - 南雲勝郎

第3作「恋人が女殺しで指名手配に！宮崎・高千穂に真犯人を追う 地上142メートルの空中対決！」（2001年）
- 西山由紀江（西山と敏江の娘・リゾート施設「シーガイア」従業員） - 山田まりや
- 井口大介（資産家） - 沢向要士
- 太田武（刑事） - 大高洋夫
- 竹内信男（土建会社社員） - 山口剛
- 島田肇（元暴走族「日向狂走会」メンバー） - 田中智也
- 森川千恵子（居酒屋「ちえ」女将） - 松阪隆子
- 西山敏江（西山の妻・7年前絞殺） - 中野若葉
- 渡辺（西新宿警察署刑事課 主任） - 田村円
- 老人 - 小池榮
- 教師 - たかお鷹
- 竹内の部下 - 野村和也、千田義正
- 警官 - 大塚洋
- 田中（西新宿警察署刑事課 刑事） - 石原和海
- 由紀江の祖母 - 上野綾子
- 刑事 - 南雲勝郎
- アナウンサー - 米倉紀之子
- 西山二郎（逃亡犯） - 前田吟

第4作「神戸・横浜 ナース連続殺人の罠」（2003年）
- 平田たまき（ステーキハウス「ガーリック」オーナーシェフ） - 有森也実
- 坂上梨花（高級クラブ「メゾン」ホステス） - 川合千春
- 竹内啓子（剣崎総合病院 看護師） - 松井涼子
- 飯本美沙（高級クラブ「メゾン」ホステス） - 永田めぐみ
- 樽谷宏（兵庫県警察 刑事） - 土屋大輔
- 大貫美奈代（産婦人科クリニック院長・剣崎総合病院 元産婦人科医） - 吉原歩
- 北島かつ子（剣崎総合病院 看護師長） - 山本ふじこ
- シスター - 弓恵子
- 剣崎頼子（剣崎総合病院 院長の一人娘で医師） - 中上ちか
- 神奈川県警 主任 - 南雲勝郎
- 横山浩美（週間トピックス編集部 記者） - 池田成志
- 川村光太郎（川村冴子の亡父・元記者） - 井原啓介
- 剣崎巧（剣崎総合病院 副院長・頼子の夫・婿養子） - 升毅
- 古賀猛（兵庫県警察 刑事・緒方浩平の同級生） - 橋爪淳

## スタッフ
- 脚本 - 長野洋（第1作 - 第3作）、瀧川晃代（第4作）
- 監督 - 宮坂清彦（第1作 - 第3作）、小平裕（第4作）
- プロデューサー - 三輪祐見子（テレビ朝日）、塙淳一（テレビ朝日 / 第1作）、金丸哲也（東映）、丸山真哉（東映）、池ノ上雄一（東映 / 第1作）、榎本美華（東映 / 第1作）
- 制作 - テレビ朝日、東映

## 放送日程
| 話数 | 放送日         | サブタイトル                                                                     | 脚本     | 監督     | 視聴率 |
| ---- | -------------- | -------------------------------------------------------------------------------- | -------- | -------- | ------ |
| 1    | 1999年08月07日 | 沖縄珊瑚礁の海 見知らぬ男の死体に抱きつかれて…                                   | 長野洋   | 宮坂清彦 | 16.3%  |
| 2    | 2001年03月31日 | 殺される！留守電に親友の死のさけび！お遍路さん四国八十八ヶ所巡礼の旅に謎が…      | 長野洋   | 宮坂清彦 | 14.9%  |
| 3    | 2001年11月24日 | 恋人が女殺しで指名手配に！宮崎・高千穂に真犯人を追う 地上142メートルの空中対決！ | 長野洋   | 宮坂清彦 | 15.4%  |
| 4    | 2003年11月01日 | 神戸・横浜 ナース連続殺人の罠                                                    | 瀧川晃代 | 小平裕   | 17.4%  |

- 視聴率はビデオリサーチ調べ、関東地区・世帯